# Philippe Simo
Pour les articles homonymes, voir Simo (homonymie).
Philippe Simo est un  influenceur web français.
Ses contenus visent à inciter la diaspora africaine à investir dans leur pays d’origine. Ses chaînes YouTube et Facebook sont grandement suivies sur les réseaux sociaux camerounais et d'Afrique Francophone par la "diaspora instruite" et de la classe moyenne.

## Biographie

### Enfance, éducation et débuts
Philippe nait le 4 septembre 1985 à Douala et grandit au quartier Deïdo de Douala. Il fait le lycée Joss de Bonandjo. Il poursuit des études d'Ingénieur à l'Université de Technologie de Troyes.

### Carrière
Il travaille quelques années en France comme acheteur, ingénieur projets au sein de multinationales telles Areva avant de se lancer dans l'entrepreneuriat. En 2018, il lance sa chaine Youtube, qui devient vite très suivie.
Il construit sa notoriété grâce aux contenus des vidéos de sa chaîne Youtube "Investir au Pays" ainsi que Facebook. Ses vidéos sont vues par plusieurs dizaines de milliers de spectateurs  dès les premières heures. Il inspire les africains de la diaspora et d'ailleurs à entreprendre et à prendre le destin du continent en main.

### Business Modèle
Sur sa chaine Youtube, il propose des astuces et conseils  à l'entrepreneur qui cible l'Afrique. Son contenu est principalement destiné à la diaspora africaine. 
Adossé à cela, il propose des fora de discussions avec des intervenants de différents profils.
Il parcourt les grandes villes d'Afrique (Douala, Yaoundé, Abidjan, Dakar, Conakry...) et anime des colloques, ateliers de formations et de mentoring.